# Asmate brunneoviolacea
Asmate brunneoviolacea là một loài bướm đêm trong họ Geometridae.